# Вайт-Оук (Оклахома)
Вайт-Оук (англ. White Oak) — переписна місцевість (CDP) в США, в окрузі Крейг штату Оклахома. Населення — 208 осіб (2020).

## Географія
Вайт-Оук розташований за координатами 36°36′33″ пн. ш. 95°16′31″ зх. д. / 36.60917° пн. ш. 95.27528° зх. д. (36.609041, -95.275408).  За даними Бюро перепису населення США в 2010 році переписна місцевість мала площу 15,40 км², з яких 15,34 км² — суходіл та 0,06 км² — водойми.

## Демографія
Згідно з переписом 2010 року, у переписній місцевості мешкали 263 особи в 108 домогосподарствах у складі 81 родини. Густота населення становила 17 осіб/км².  Було 119 помешкань (8/км²).
Расовий склад населення:
| - 49,8 % — білих - 39,2 % — корінних американців - 0,4 % — чорних або афроамериканців - 0,4 % — азіатів |

До двох чи більше рас належало 9,9 %. Частка іспаномовних становила 1,9 % від усіх жителів.
За віковим діапазоном населення розподілялося таким чином: 25,1 % — особи молодші 18 років, 55,9 % — особи у віці 18—64 років, 19,0 % — особи у віці 65 років та старші. Медіана віку мешканця становила 39,9 року. На 100 осіб жіночої статі у переписній місцевості припадало 87,9 чоловіків;  на 100 жінок у віці від 18 років та старших — 91,3 чоловіків також старших 18 років.
Середній дохід на одне домашнє господарство  становив 56 334 долари США (медіана — 42 917), а середній дохід на одну сім'ю — 61 570 доларів (медіана — 49 250). За межею бідності перебувало 7,6 % осіб, у тому числі 11,3 % дітей у віці до 18 років та 5,3 % осіб у віці 65 років та старших.
Цивільне працевлаштоване населення становило 121 осіб. Основні галузі зайнятості: освіта, охорона здоров'я та соціальна допомога — 27,3 %, публічна адміністрація — 10,7 %, роздрібна торгівля — 9,9 %.